# Clementsiella laminarum
Clementsiella laminarum là một loài thực vật có hoa trong họ Hòa thảo. Loài này được (Cockerell) M.K. Elias mô tả khoa học đầu tiên năm 1942.